# 댈러스 유니언역
에디 베르니스 존슨 유니언 역(영어: Eddie Bernice Johnson Union Station 에디 베르니스 존슨 유니언 스테이션[*]) 또는 댈러스 유니언 역(영어: Dallas Union Station 댈러스 유니언 스테이션[*])은 미국 텍사스주 댈러스에 위치한 철도역이다. 댈러스 중심가 리뉴이언 지구에 위치해 있으며, 댈러스 지역 경전철, 포트워스간 트리니티 레일웨이 익스프레스와, 암트랙의 텍사스이글이 정차한다.
1916년에 댈러스 중심가에 위치해 있던 철도역 5개를 통합해서 현위치에 건설하였다. 이에 따라 댈러스 합동역은 오랫동안 철도교통의 중심지 역할을 했다. 현재는 통합 3면 5선으로 운행되고 있다.